# Retropulsiv
Die Retropulsiv (Eigenschreibweise RETROpulsiv) ist eine halbjährlich an der Hochschule Augsburg stattfindende Veranstaltung zum Thema antiquierte Computer aus den Anfängen der PCs in den 1970er bis hin zu Spielekonsolen aus den 1990ern. Die Veranstaltung wird von Studenten der Fakultät Informatik der Hochschule Augsburg und dem Verein zum Erhalt klassischer Computer organisiert. Eine ähnliche Veranstaltung ist das Vintage Computer Festival.